# Jauy
| M12 | A | w | Z4 · W3 · N5 |

| M12 | A | w | Z4 · W3 · N5 |

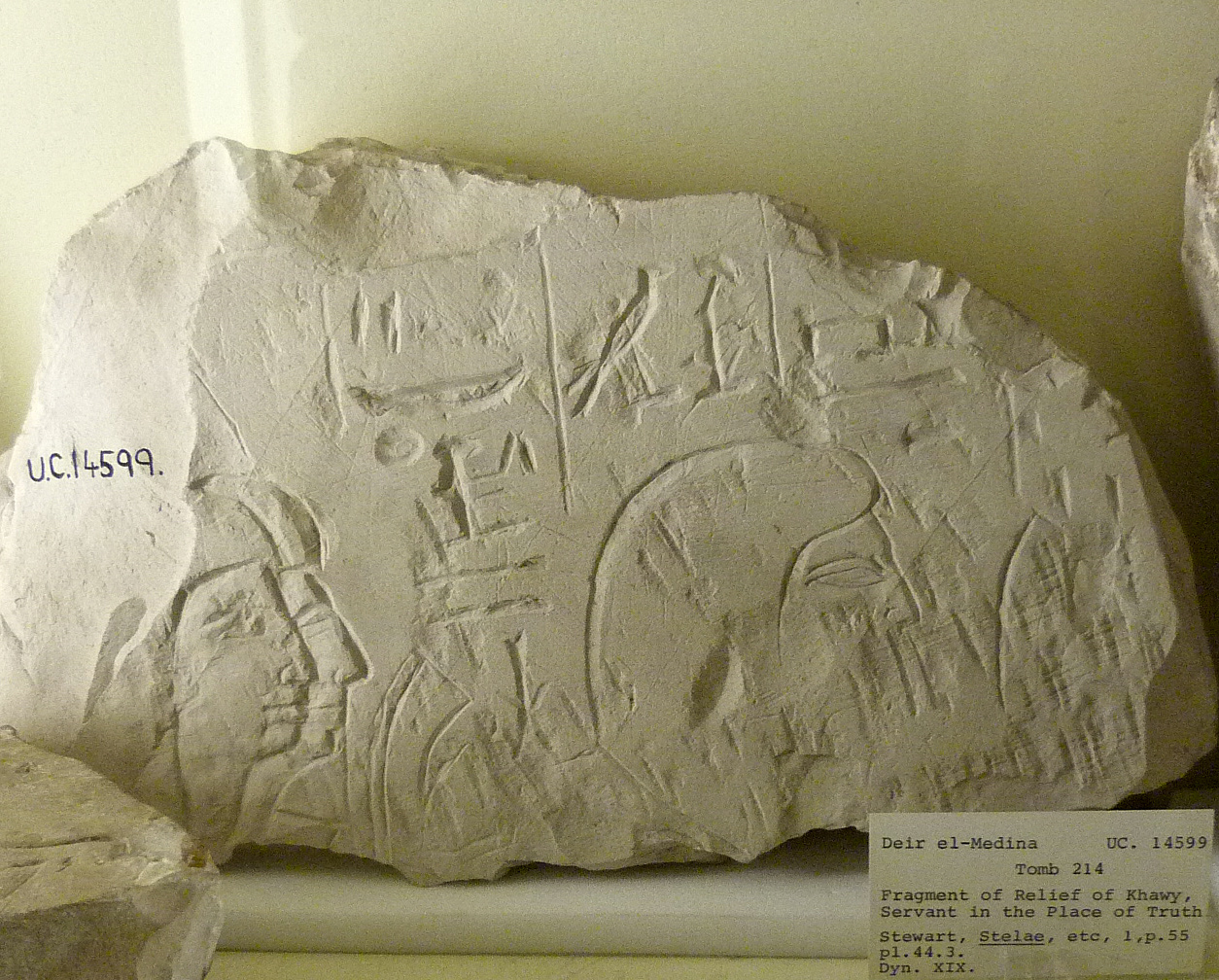
Relieve de Jauy, servidor del Lugar de la Verdad. D. XIX. Deir el-Medina. Museo Petrie.

Jauy fue un guardián en el Lugar de la Verdad y servidor de Amón de Opet (Tebas) a partir del reinado de Ramsés II. Vivía en la aldea de trabajadores de Deir el-Medina (Casa NE XV). Es conocido por su tumba TT214, su casa y otras inscripciones.

## Monumentos e inscripciones
- Jauy fue enterrado en la tumba tebana TT214 que se encuentra en Deir el-Medina cerca de Luxor. La tumba consta de un patio, una capilla y un conjunto de salas subterráneas, una de las cuales sirvió de cámara funeraria.[1][2]
- Un marco de puerta, que se encuentra en el Museo Egipcio de Turín (N. 50207 y 50211) en Italia, tiene inscritos textos hetep di nesu (ofrendas del rey) a Amón-Ra y a Jonsu.[1][2]
- Una mesa de ofrendas en el Museo Sheurleer en La Haya, Holanda. El texto consta de ofrendas hetep di nesu a Ra-Harajti - Atum y Osiris.[1][2]
- Una estela con el chaty Paser, en el Museo Egipcio de El Cairo (JdE 72021) que muestra a Paser y a Ramsés II adorando a Hathor, mientras Jauy está presente en un registro inferior.[2]
- Una estela que representa a una barca solar con Amón sentado en un disco solar que muestra a Jauy y su esposa Taueret arrodillados y adorando a los dioses.[2]
- Un fragmento de una estela que muestra a Jauy adorando a Amón-Ra-Atum [2]
- Una jamba y fragmentos de piedra de la casa de Jauy en Deir el-Medina donde está grabado su nombre.[2]
- Una caja de ushabtis de Jauy fue encontrada en su tumba.[1][2]
- Un grafiti en el oeste de Tebas menciona a Jauy. Sus títulos van desde "Guardián del Lugar de la Verdad", "Guardián del Lugar de la Eternidad", "Guardián del Señor de las Dos Tierras", a "Servidor en el Lugar de la Verdad".[2]